# Logis de la Pinsonnière
Le logis de la Pinsonnière est une maison située à Beaulieu-sur-Layon, en France.

## Localisation
La maison est située dans le département français de Maine-et-Loire, sur la commune de Beaulieu-sur-Layon.

## Historique
Jean-Charles Pinson, capitaine de la Milice bourgeoise d'Angers, hérita d'une terre sise à Beaulieu, de son Beau-Père et tuteur.
Par acte du 13 mai 1780, passé devant maître Trottier à Angers, il empruntait une somme de 1700 livres à un commissaire des guerres, Guérin du Mas, de passage à Angers, pour faire construire un hôtel sur la terre qui lui avait été léguée. A cette époque vivait à Beaulieu un nommé Jacques Jary, qualifié d'architecte sur les registres de baptême de ses enfants. C'est probablement lui qui construisit la Pinsonnière entre 1780 et 1788, comme l'hôtel Desmazières dans la même ville (1779).
Durant la Révolution, par acte du 27 ventôse en VI (17 mars 1798) il vendit la propriété à Pierre-Charles Joubert, maire de la commune et Marie-Charlotte Aimée Paulmier son épouse dont l'habitation voisine avait été incendiée.La vente eut lieu pour la somme de 12 300 livres.
L'édifice est inscrit au titre des monuments historiques en 1984.